# Dákiti
«Dákiti» es una canción de los cantantes puertorriqueños de reguetón Bad Bunny y Jhay Cortez. Se lanzó como sencillo principal de su álbum El último tour del mundo (2020) por Rimas Entertainment el 30 de octubre de 2020. La canción con tintes isleños debutó simultáneamente entre los diez primeros en el Billboard Hot 100 y el número uno en la lista Hot Latin Songs, convirtiéndose en la primera canción en español en la historia en hacerlo. Ha alcanzado su punto máximo en el número cinco en el Hot 100, y ha encabezado simultáneamente tanto el Billboard Global 200 como el Global Excl. US 200, la primera canción en español en hacerlo. Esta es la primera canción en español en superar las 2000 millones de reproducciones en Spotify.

## Antecedentes
Bad Bunny y Jhay Cortez habían colaborado anteriormente juntos en el remix de «No me conoce» y en  «Cómo se siente (Remix)», tema que formó parte del álbum Las que no iban a salir de Bad Bunny. El tema se anunció oficialmente el 26 de octubre de 2020 por Bad Bunny, quien publicó un adelanto de la pista en su cuenta de Instagram. Los rumores de una nueva colaboración entre ambos surgieron a principios del mes de octubre, cuando se publicó un video de ambos grabando un video musical.
Tras el lanzamiento de la canción, Bunny tuiteó un video de él bailando la canción, desafiando a sus seguidores a publicar sus propios videos del baile. «Dákiti» marca el primer material en solitario de Bad Bunny desde el lanzamiento de su álbum de mayo de 2020 Las que no iban a salir.

## Grabación y composición
Bad Bunny explicó cómo el proceso creativo de la canción fue diferente a sus trabajos anteriores: «Yo suelo tener una idea principal para una canción. Sin embargo, para esta, Jhay compuso la base, el ritmo inicial y la idea principal junto con Mora. Luego le agregué a la evolución de la producción, ritmo y letra con Tainy. Fue un esfuerzo combinado, lo cual es inusual para mí, pero cuando uno trabaja en equipo, salen grandes cosas».
El tema fue escrito por Benito Martínez, Jesús Nieves, Egbert Rosa Cintrón, Marco Efraín Masís y Gabriel Mora Quintero, bajo la producción de Tainy. El nombre «Dákiti» fue en honor a un pub ubicado en San Juan, Puerto Rico. Líricamente, el tema habla de amor y sensualidad con un ritmo cercano al electro-pop, se ve a los artistas con el objetivo de conquistar sus intereses amorosos haciendo alarde de sus lujosos estilos de vida. Es una canción de reguetón «futurista» de «combustión lenta» con sonidos electrónicos «ondulados» que respaldan la producción. Contiene un riff de sintetizador vanguardista, un ambiente «exuberante», así como ritmos más pesados y contundentes, y, como señaló Rebecah Jacobs de ¡Hello!, es «una desviación de las celebraciones del reguetón más agresivos que estamos acostumbrados a escuchar de Bad Bunny en sus lanzamientos YHLQMDLG (2020) y Las que no iban a salir (2020).

## Video musical
El video musical fue dirigido por Stillz en canal de YouTube Music. En él se ve a ambos cantantes mostrando una vida de lujo en un yates, mientras realizan una fiesta en las playa. También festejan bajo el agua, en un barco y pilotan sus propios submarinos. Bad Bunny luce rizos trenzados y una falda. Anteriormente, el cantante anunció que se retiraría a temprana edad de la música, al final del video se mostró el mensaje «el último tour del mundo».

## Rendimiento comercial
La canción debutó en el número nueve del Billboard Hot 100 de Estados Unidos. Se convirtió en el tercer top 10 de los Hot 100 de Bad Bunny, después de «I Like It», su colaboración con Cardi B y J Balvin, y «Mía», con Drake, ambos en 2018. «Dákiti» también se unió a «Mia» como las únicas canciones en español que alguna vez debutaron en el top 10 del Hot 100. La canción marcó el primer top 10 de Cortez en la lista. Alcanzó el número cinco en su quinta semana de gráficos. También debutó en el número uno en la lista Hot Latin Songs, marcando la primera vez que una canción debutó en el Top 10 de Hot 100 y en la cima de Hot Latin Songs simultáneamente. Se convirtió en la tercera canción en 2020 en debutar en el número uno en esta última lista; los dos debuts anteriores también pertenecen a Bad Bunny («Si veo a tu mamá» y «Un día (One Day)»). La canción obtuvo la semana de transmisión más grande para una canción latina, obteniendo 22.2 millones de transmisiones, superando a «Si veo a tu mamá» de Bad Bunny, que acumuló 19 millones de transmisiones en marzo de 2020.
«Dákiti» ha encabezado la lista Billboard Global 200 durante dos semanas. Se convirtió en la primera canción en ganar 100 millones de reproducciones dos semanas seguidas en la lista. También se convirtió en la primera canción en español en encabezar tanto el Global 200 como el Global Excl. US 200, simultáneamente. Bad Bunny dijo sobre el éxito de la canción: «Esta es muy especial porque es una canción que salió de la nada. No esperábamos tener un éxito de esta magnitud. Trabajando con Jhay, ambos latinos de Puerto Rico representando a nivel mundial, me llena de orgullo porque estamos compitiendo entre grandes canciones y artistas».

## Posicionamiento en listas
| Listas (2020)                         | Mejor posición |
| ------------------------------------- | -------------- |
| Alemania (Official German Charts)     | 88             |
| Argentina (Argentina Hot 100)         | 1              |
| Bélgica (Ultratop) Flanders           | 29             |
| Bélgica (Ultratop) Wallonia           | 35             |
| Bolivia (Monitor Latino)              | 9              |
| Canadá (Canadian Hot 100)             | 73             |
| Colombia (National-Report)            | 19             |
| Costa Rica (Monitor Latino)           | 19             |
| Ecuador (Monitor Latino)              | 19             |
| El Salvador (Monitor Latino)          | 15             |
| España (PROMUSICAE)                   | 1              |
| Estados Unidos (Billboard Hot 100)    | 5              |
| Estados Unidos (Hot Latin Songs)      | 1              |
| Estados Unidos (Latin Airplay)        | 8              |
| Estados Unidos (Latin Rhythm Airplay) | 7              |
| Estados Unidos (Rhythm)               | 33             |
| Francia (SNEP)                        | 107            |
| Global 200 (Billboard)                | 1              |
| Guatemala (Monitor Latino)            | 20             |
| Honduras (Monitor Latino)             | 4              |
| Italia (FIMI)                         | 31             |
| Lituania (AGATA)                      | 52             |
| México streaming (AMPROFON)           | 1              |
| Nicaragua (Monitor Latino)            | 4              |
| Nueva Zelanda Hot Singles (RMNZ)      | 30             |
| Panamá (Monitor Latino)               | 10             |
| Portugal (AFP)                        | 15             |
| República Dominicana (Monitor Latino) | 13             |
| Suiza (Schweizer Hitparade)           | 12             |
| Venezuela (Monitor Latino)            | 6              |

## Certificaciones
| País (organismo certificador) | Certificación       | Unidades certificadas |
| ----------------------------- | ------------------- | --------------------- |
| España (PROMUSICAE)           | 6x Platino          | 240 000               |
| Estados Unidos (RIAA)         | 24× Platino (Latin) | 1 440 000             |
| Italia (FIMI)                 | Platino             | 70 000                |
| Portugal (AFP)                | Platino             | 10 000                |

## Historial de lanzamiento
| País           | Fecha                   | Formato                      | Discográfica | Ref    |
| -------------- | ----------------------- | ---------------------------- | ------------ | ------ |
| Varios         | 30 de octubre de 2020   | Descarga digital y streaming | Rimas        | [ 58 ] |
| Estados Unidos | 24 de noviembre de 2020 | Rhythmic contemporary radio  | The Orchard  | [ 59 ] |
| Estados Unidos | 24 de noviembre de 2020 | Contemporary hit radio       | The Orchard  | [ 60 ] |